# قرار مجلس الأمن التابع للأمم المتحدة رقم 1564
قرار مجلس الأمن الدولي رقم 1564 ، هي قرار صادر من مجلس الأمن الدولي تطلب من السودان نزع سلاحات ميليشيا في دارفور ، وفي حال رفض السودان الانصياع بمجلس الأمن، يقوم مجلس الأمن الدولي بعقوبات نفطية على السودان، وذلك للمهلة المحددة أقصاها 30 يوما.

## وصلات خارجية
- Text of Resolution at UNHCR.org